# Chrysomeridales
Ordre
Les Chrysomeridales sont un ordre d'algues unicellulaires de la classe des Chrysomeridophyceae.

## Liste des familles
Selon AlgaeBase (28 janvier 2022) :
- Chrysomeridaceae Bourrelly, 1957